# ان‌ال‌سی
ان‌ال‌سی (انگلیسی: NLC) شرکت برق هندی است، که در سال ۱۹۵۶ تأسیس شد.